# Лукас (окръг, Айова)
Вижте пояснителната страница за други значения на Лукас.
Окръг Лукас (на английски: Lucas County) е окръг в щата Айова, Съединени американски щати. Площта му е 1124 km², а населението - 9422 души (2000). Административен център е град Чаритън.